# Blue Danube (Band)

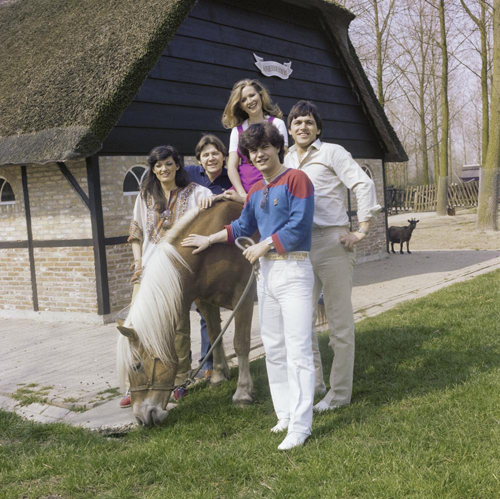
Blue Danube (1980)

Blue Danube war eine österreichische Gesangsformation, die gegründet wurde, um Österreich beim Eurovision Song Contest 1980 zu vertreten. Der Titel Du bist Musik, geschrieben von Klaus-Peter Sattler, erreichte den 8. Platz. Danach hat man von der Band nichts mehr gehört.

## Werdegang
Die Mitglieder der Gruppe waren Marty Brem, Wolfgang „Marc“ Berry, Sylvia Schramm, Rena Mauris und Wolfgang Weiss. Nach der Veröffentlichung der Single wurden noch zwei weitere Titel, Holiday und Rock ’n’ Roller Skates, ebenfalls produziert von K. P. Sattler, aufgenommen. Den Eurovisions-Beitrag gab es auch auf einem Promotionsvideo.
Der Name der Gruppe verweist angeblich auf den Walzer An der schönen blauen Donau, nicht jedoch auf Blue Danube Radio oder den Flughafen Linz (Blue Danube Airport).

## Diskografie
- 1980: Du bist Musik / Du bist Musik (Instrumental), „Blue Danube Orchestra“, Decca
- 1980: Holiday / Rock ’n’ Roller Skates, Jupiter Records